# Thierry Mariën
Thierry Mariën (født 2. oktober 1992 i Antwerpen) er en belgisk basketballspiller som deltog i de olympiske lege 2020.